# Kim Darroch
Nigel Kim Darroch (Contea di Durham, 30 aprile 1954) è un politico e diplomatico britannico.
È stato ambasciatore britannico negli Stati Uniti d'America dal 28 gennaio 2016 al 31 dicembre 2019. Inoltre, in precedenza ha ricoperto le cariche di National Security Adviser e di Rappresentante permanente del Regno Unito presso l'Unione europea.